# Wilhelm Spemann
Wilhelm Speemann, né le 24 décembre 1844 à Unna et mort le 29 juin 1910 à Stuttgart, est un éditeur prussien.

## Biographie
Wilhelm Spemann est le fils d'Adolph Spemann (1812-1851) notaire à Dortmund, issu d'une lignée de fermiers luthériens rhénans des environs de Dortmund.
Il étudie au gymnasium de Dortmund et en Suisse, près de Montreux et de Zurich, où il se fait soigner pour son asthme. Il est étudiant à l'université et au Polyteknikum de Zurich. Il passe l'hiver 1866-1867 à Rome à cause de son asthme, où il fait la rencontre de savants et d'artistes allemands. Il rentre en Allemagne et devient libraire à Stuttgart. Il se marie une première fois avec Laura Hoffmanns (1839-1871) et une seconde fois après son veuvage avec Marie Adriani (1849-1917). Il a eu six enfants dont le biologiste Hans Spemann et les éditeurs Adolf et Gottfried Spemann.
C'est en 1873 qu'il créé sa propre maison d'édition qui va s'étoffer de plusieurs collections rapidement, comme Deutsche Nationalliteratur. Celle qui publie des livres de jeunesse Das Neue Universum paraît jusqu'en 2002. Il édite aussi le mensuel Vom Fels zum Meer, la fameuse collection hebdomadaire illustrée Der Gute Kamerad, qui publie le célèbre Karl May, et son équivalent féminin, Das Kränzchen, qui publie des récits d'Else Ury, Berta Clement, Luise Glas, etc.
En 1890, Wilhelm Spemann  fonde avec Adolf Kröner l'Union Deutsche Verlagsgesellschaft qui existera jusqu'en 1978. Il publie Jacob Burckhardt, des nouvelles éditions des œuvres d'Herman Grimm, ou Bruno Gebhardt (de). Speemann entre aussi dans le capital des éditions August Scherl à Berlin et des éditions Engelhorn de Stuttgart.

## Source
- (de) Cet article est partiellement ou en totalité issu de l’article de Wikipédia en allemand intitulé « Wilhelm Spemann » (voir la liste des auteurs).